# 小仓新司
小仓新司（日语：／ Ogura Shinji，1944年8月28日—），日本男子田径运动员，主项是跳远。他曾参加1968年夏季奥运会田径比赛，还曾获得1970年亚洲运动会男子跳远金牌。